# Johann Georg von Aach
Johann Georg von Aach (* in Nürnberg; † nach 1794 ebenda) war ein deutscher Rotgießer. Er war in der zweiten Hälfte des 18. Jahrhunderts in Nürnberg tätig.
1760 wurde er Meister, 1786 Geschworener. Von Aach stammen acht bronzene Epitaphe auf den Nürnberger Friedhöfen St. Johannis und St. Rochus, datiert zwischen 1774 und 1794.